# Datsun 12
La Datsun 12 è un'autovettura di piccole dimensioni costruita dalla casa automobilistica giapponese Datsun dal 1933 al 1934.

## Storia
Il modello era lo sviluppo della Datsun 11. La carrozzeria non cambiò molto, ma furono apportati cambiamenti significativi alla meccanica. Si ridusse invece l'offerta delle carrozzerie a listino. Rispetto alla Datsun 11, erano disponibili solamente la roadster, la turismo e la berlina.
Nel 1933 furono modificate le norme relative alla cilindrata massima per le auto di piccole dimensioni in Giappone. Datsun presentò con successo domanda al governo per aumentare la capacità del motore. Ora era presente un nuovo regolamento secondo cui le auto di piccole dimensioni potevano avere una cilindrata massima di 750 cm³. La Datsun aumentò quindi la cilindrata del motore a quattro cilindri della Datsun 11 da 495 cm³ a 748 cm³, incrementando la potenza a 12 CV, e montandolo sulla Datsun 12.
Le modifiche alla carrozzeria interessarono le porte, i cui bordi superiori furono arrotondati, conferendo alla vettura una forma più gradevole. All'altezza della linea di cintura, una fascia decorativa che correva tutt'intorno era dipinta con un colore contrastante rispetto al colore della vettura. Mentre il motore e il cambio manuale a tre rapporti erano prodotti dalla Yanase Motor e dalla Nihon Jidosha Corporation, il telaio veniva fornito dalla fabbrica automobilistica Tobata Casting di Osaka, che poco dopo fu ribattezzata Nissan. Nel 1934, la Datsun 13 sostituì il modello dopo che furono costruite 150 unità.